# Бастид (Вар)
Бастид (фр. Bastide) насеље је и општина у Француској у региону Прованса-Алпи-Азурна обала, у департману Вар која припада префектури Драгињан.
По подацима из 2011. године у општини је живело 202 становника, а густина насељености је износила 17,18 становника/km². Општина се простире на површини од 11,76 km². Налази се на средњој надморској висини од 1025 метара (максималној 1.686 m, а минималној 928 m).

## Демографија
| 1962. | 1968. | 1975. | 1982. | 1990. | 1999. | 2011. |
| ----- | ----- | ----- | ----- | ----- | ----- | ----- |
| 76    | 84    | 130   | 115   | 136   | 122   | 202   |

График промене броја становника у току последњих година